# Numa Marci el Jove
Numa Marci el Jove (en llatí Numa Marcius) va ser el fill de Numa Marci el Vell.
Es va casar suposadament amb Pompília la filla de Numa Pompili i va ser per tant el pare d'Ancus Marci. El rei Tul·li Hostili, que va succeir a Numa Pompili, el va nomenar prefecte de la ciutat (praefectus urbi). En parla Tàcit.